# Professeur (titre)
Pour les articles homonymes, voir Professeur.

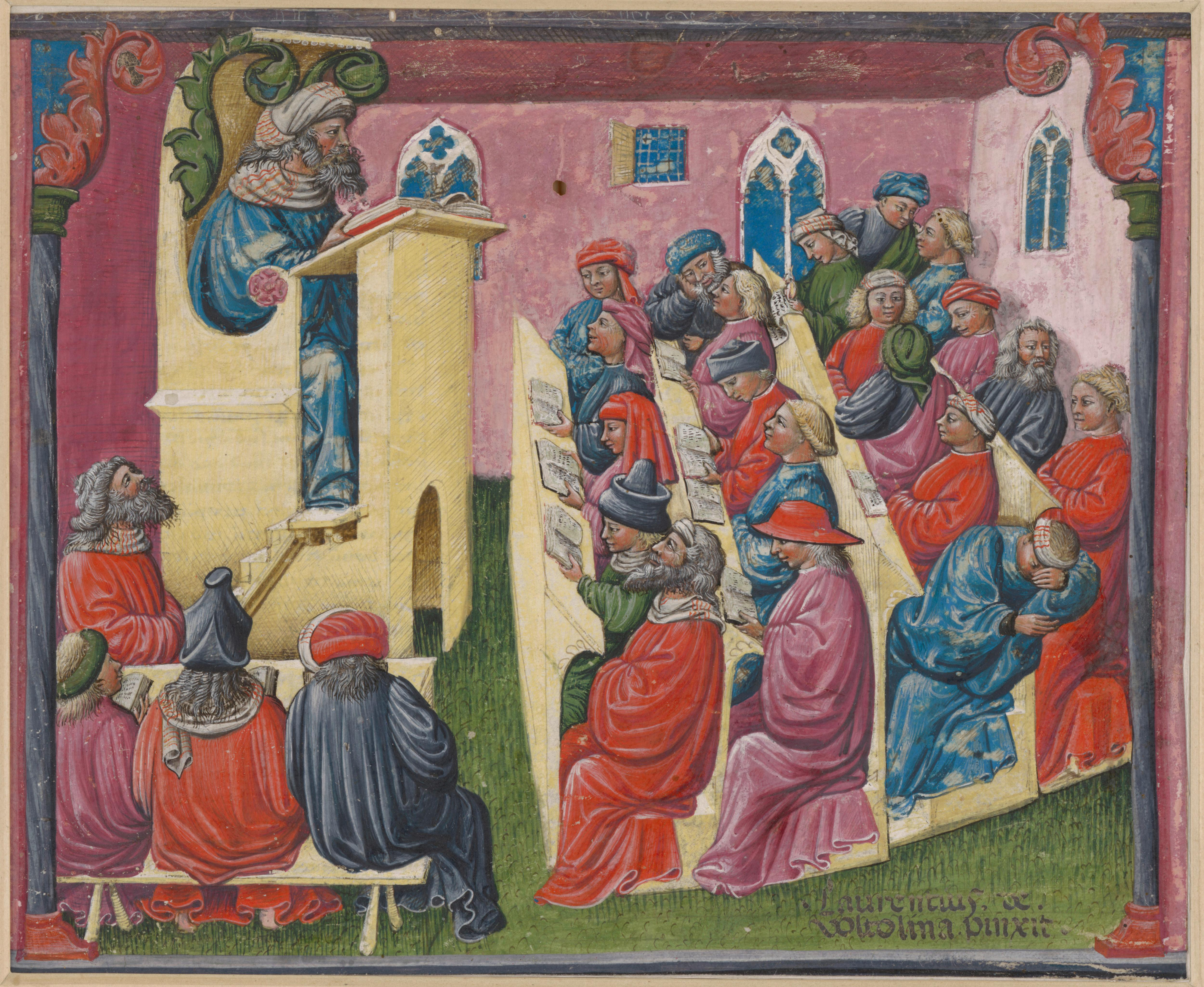
Classe à l'université vers 1350, qui illustre le Professeur exécutant la lectio (lecture) sur sa chaire universitaire.

Professeur ou professeure, souvent noté Pr ou Prof., est un terme utilisé comme un titre académique lié à l'histoire des universités. Il trouve ses origines dans les titulaires d'une chaire universitaire, ainsi amené à professer leurs savoirs à la manière des archevêques qui professaient depuis leur chaire ecclésiastique. Il qualifie un expert qui étudie, professe et débat de connaissances dans un art ou une science. Selon l'usage en langue française, ce titre est utilisé en tant que qualificatif du genre d'une personne, par exemple « M. le professeur Pierre-Gilles de Gennes ». 
Les professeurs sont des spécialistes reconnus comme tels par leurs confrères (ou par la communauté scientifique s'il s'agit de professeurs de sciences par exemple). Leurs fonctions les amènent le plus souvent à des activités énumérées ci-dessous :
- présenter des séminaires dans leur domaine d'étude (à associer à la racine latine du mot professer) qui peut porter sur les sciences, les techniques, la littérature, la médecine, les domaines juridiques ou encore économiques ;
- approfondir leur domaine d'étude en effectuant des recherches ;
- enseigner au sein des structures universitaires (et d'enseignement supérieur) ;
- encadrer des activités de recherches académiques (direction d'études doctorales) ;
- assurer des fonctions administratives, de management et de politique scientifique (doyens, directeur de laboratoire, président de conseil…).

Le titre de professeur n'est pas nécessairement associé à la fonction d'enseignant. De nombreux professeurs travaillent hors des structures universitaires ; au titre d'expert juridique dans un palais de justice, au titre de médecin hospitalier dans un centre hospitalier, ou parfois au sein d'une entreprise dans le cadre du développement d'innovations associées à un domaine de recherches étudié. 
La fonction de professeur des écoles et de professeur du second degré, qui correspond à un niveau de master (de second cycle universitaire), ne saurait être confondue avec le titre de professeur qui nécessite au préalable l'obtention d'un doctorat (troisième cycle universitaire) et, en France, l'Habilitation à diriger des recherches.

## Usage du titre de professeur
Le titre de professeur a progressivement obtenu un caractère universel comparable à celui de docteur. Cependant d'un pays à l'autre, les différents rangs associés aux parcours académiques des enseignants-chercheurs changent et ne trouvent pas nécessairement d'équivalence ailleurs. Durant ce parcours, quel qu'il soit, le titre de docteur est d'usage, jusqu'à l'obtention du titre de professeur qui « couronne » la carrière universitaire.
Le titre de professeur est donc associé à la plus haute distinction universitaire :
- en Amérique du Nord, l'usage est de remplacer le titre de docteur (noté Dr.) par le titre de professeur (noté Pr), par exemple « Pr Richard Phillips Feynman » ;
- dans les pays d'héritage anglo-saxon (notamment Royaume-Uni, Irlande, Australie, Nouvelle-Zélande, mais pas le Canada), les titres académiques (Doctor et Professor) étaient historiquement usités à la façon des titres de noblesse, qu'on utilise sous la forme entière « Professor Stephen Hawking » ou abrégée « prof. Stephen Hawking » (N. B. On pourra en l'occurrence préciser Lucasian Professor of Mathematics, en référence à la prestigieuse chaire d'université du professeur Stephen Hawking, qui fut notamment celle du prof. Isaac Newton, ou encore du prof. Charles Babbage) ;
- en Europe centrale, l'usage, inspiré de l'Allemagne, est de combiner le titre de docteur, préalable nécessaire à l'obtention du titre de professeur, et celui de professeur sous la formulation Professor Doktor (notée Prof. Dr.), par exemple « Prof. Dr. Max Planck », auquel on peut également ajouter le titre d'ingénieur (Ing.) bien que ce dernier ne soit pas un prérequis ;
- en France, l'usage du titre de professeur est moins fixé et systématique. Il est réservé aux enseignants et aux seuls membres du corps des professeurs des universités.

### Forme féminine du titre
En France (ainsi que dans les pays dont le système universitaire est inspiré du modèle français, en Suisse francophone, en Belgique, en Algérie, au Maroc ou en Tunisie par exemple) l'usage voulait que le titre de professeur soit utilisé comme qualificatif du genre, par exemple « madame le professeur Marie Curie », mais l'usage actuel est de féminiser le titre (la professeure Karine Lacombe)
Différents textes de loi et administrations en Belgique, en France, en Suisse et au Québec demandent de féminiser la fonction et le titre de professeur qui prend alors la forme « professeure ».
Ce point est cependant débattu. L'Académie française rappelle par exemple que si les formes féminines sont d'usage lorsque l'on désigne des noms de métiers (par exemple : la prof d'espagnol), « Le grade ne peut être identifié à la personne qui l’occupe, le titre à la personne qui le porte, etc. ; pour cette raison, l’utilisation ou l’invention de formes féminines n’est pas souhaitable. »,. Si l'on suit cette règle, il faudrait donc par exemple écrire « Madame le professeur Marie Curie » puisque le mot ferait référence au titre et non à la personne. La situation est néanmoins en évolution, et cette même académie émet en 2019 un rapport indiquant :

« Cette distance entre la fonction, le grade ou le titre et son détenteur a été soulignée au moment où les femmes eurent accès à des fonctions jusque-là occupées par les hommes. Elle ne constitue pas pour autant un obstacle dirimant à la féminisation des substantifs servant à les désigner. Mais elle peut expliquer en partie les réserves ou les réticences observées dans l’usage. »

et conclut que « dans bon nombre de cas, l’usage est encore loin d’être fixé et qu’il continuera d’évoluer. »

## Spécificités nationales liées au titre
Bien que reconnu et usité internationalement, L'obtention et l'usage du titre de professeur reste, aujourd'hui encore, dépendant de spécificités nationales ou régionales. Les sections ci-dessous reprennent les usages en cours dans différentes régions du monde.   

### En Allemagne et dans les pays d'Europe centrale

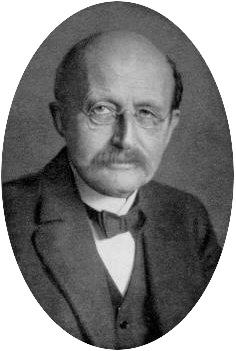
Professor Doktor Max Planck.

À la suite d'un doctorat, les étudiants qui souhaitent poursuivre leur carrière dans le milieu académique travaillent à l'obtention d'une habilitation (qui consiste à la rédaction d'une seconde thèse, à l'instar du modèle français qui sollicite l'obtention d'une habilitation). Les travaux de recherche qui y sont présentés sont généralement accomplis au titre de Wissenschaftlicher Mitarbeiter ou de Wissenschaftlicher Assistent (littéralement assistant scientifique). Une fois l'habilitation obtenue, ils sont appelés Privatdozent et sont éligibles pour un appel sur une chaire. En Nordrheinwestfalen (Allemagne) le Prof. Dr., pour ne pas perdre son titre de Prof., doit enseigner ne serait-ce que 2h par semaine à la fac... En Allemagne, il y a aujourd'hui encore un débat sur le titre de professeur. Il n'est pas nécessairement perçu comme un titre, mais parfois simplement comme une fonction. Il est cependant d'usage (encadré par la loi) qu'un Professeur exerçant depuis plus de cinq ans puisse user de son titre. Le titre est alors Professor Doktor (noté Prof. Dr.) et indique ainsi que le Professeur a rédigé une thèse de doctorat et une thèse d'habilitation. Ce système (obtention du titre de professeur par la rédaction d'une thèse d'habilitation) est aussi utilisé en Autriche, Suisse germanophone, Pologne, République tchèque, Slovénie, Hongrie…

### En Amérique du Nord
En Amérique du Nord, le titre de professeur (Pr) est associé à la titularisation. Les docteurs peuvent l'obtenir généralement après une dizaine d'années d'excellence dans leur domaine de recherche.
Avant la titularisation, les docteurs qui choisissent la carrière d'enseignants-chercheurs dans une université sont employés au titre de « professeur adjoint » (traduction du terme assistant Professor au Québec), puis au titre de « professeur agrégé ».
Aux États-Unis, la titularisation joue un rôle important. L'obtention du titre de « professeur » est généralement associée à la garantie de la stabilité de l'emploi, quel que soit le propos du professeur. La titularisation est perçue comme le garant du principe de « liberté de propos » qui garantit l'indépendance des enseignements et l'absence de pressions économiques sur les recherches poursuivies par les professeurs.

### En Espagne

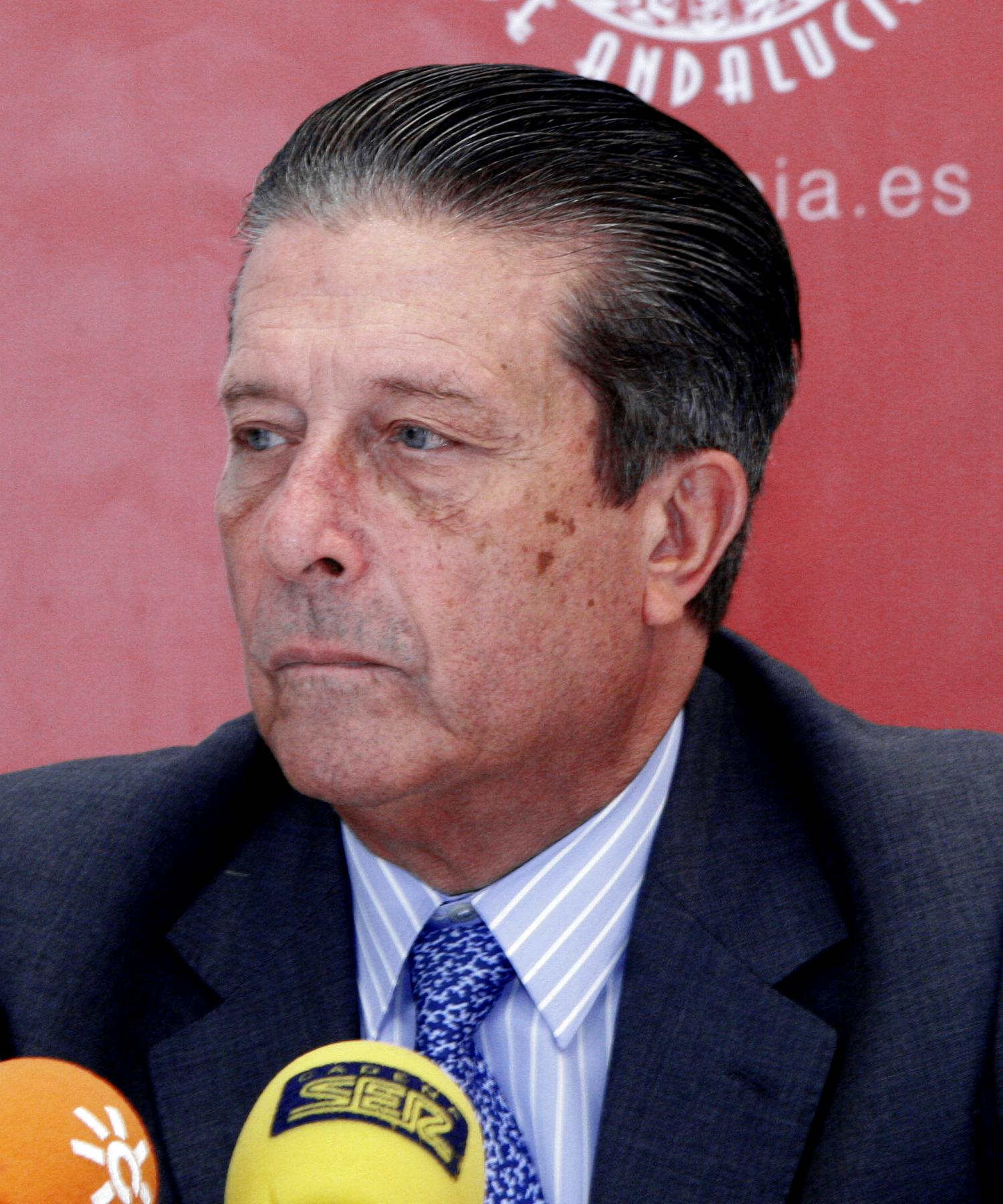
Catedrático de Escuela Universitaria Federico Mayor Zaragoza.

En Espagne, le titre de professeur est donné par les instances universitaires locales. Chaque université dispose d'un droit de nomination autonome. En 2001, l'Espagne a légiféré pour établir un procédé de nomination des professeurs d'université (et du titre associé) fortement inspiré des modèles allemands et français. Une habilitación (équivalent de l'habilitation à diriger des recherches) devait être soutenue et une reconnaissance nationale devait être octroyée par un comité. Cependant en 2007, ce procédé de sélection nationale des professeurs a été modifié et l'obtention d'une habilitación est menée au mérite, sur la présentation d'un dossier évalué par les pairs. 
Différents titres universitaires existent pour les enseignants titulaires : titular de escuela universitaria (professeur certifié affecté dans l'enseignement supérieur) ; catedrático de escuela universitaria (professeur agrégé affecté dans l'enseignement supérieur) , titular de universidad (maître de conférences en français ou associate professor en anglais) ou à celui de catedrático de universidad (professeur des universités ou full professor, consulter la liste des titres de professeur en Amérique du Nord).
L'accréditation est distincte de l'engagement, puisque pour être engagé, il faut d'abord être accrédité et aussi détenir un doctorat. Alors que l'engagement découle des disponibilités des établissements universitaires et implique l'organisation d'un concours, le processus d'accréditation, quoiqu'il soit lancé annuellement, commence dès qu'un candidat présente son dossier, peu importe s'il est déjà professeur ou non. Au niveau national, le processus d'accréditation des professeurs est géré par l'Agencia Nacional de Evaluación de la Calidad y Acreditación (ANECA). Cependant, chaque communauté autonome d'Espagne qui a mis en place un système parallèle offre une seconde voie aux candidats potentiels. Ainsi, en Catalogne, l'Agència per a la Qualitat del Sistema Universitari de Catalunya (AQU) décerne le titre de profesor agregat (équivalent de titular de universidad) à la suite d'une accréditation de recherche, et celui de catedràtic (équivalent de catedrático de universidad) à la suite d'une accréditation de recherche avancée. La différence entre un catedrático de universidad et un catedràtic tient à son statut contractuel. Lors de son engagement, le premier devient fonctionnaire de l'état espagnol, mais pas le second. L'accréditation est à vie, et les professeurs engagés sont permanents.

### En France

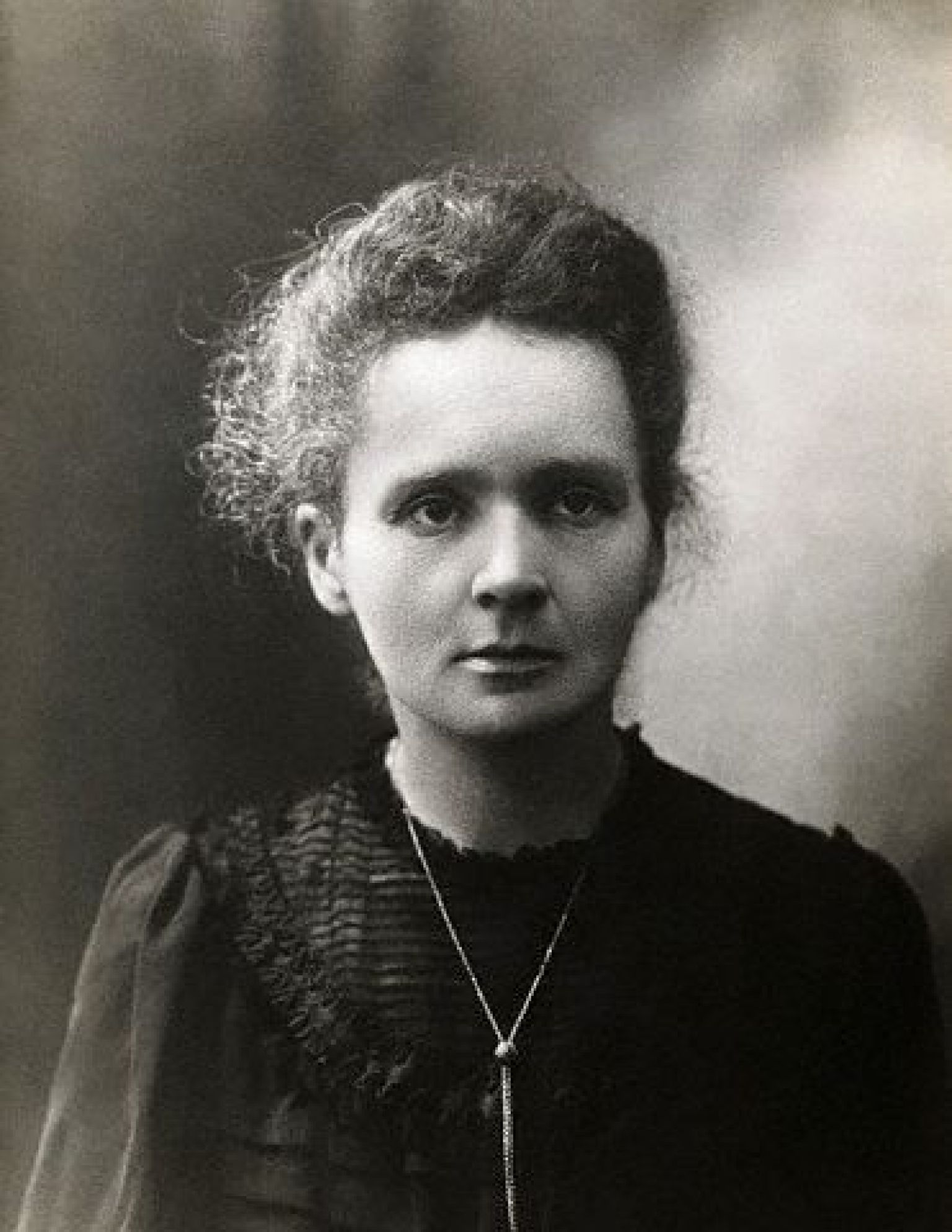
Madame le professeur Marie Curie.

En France, le titre de professeur est associé à l'obtention d'un poste de Professeur des universités. Les professeurs des Universités sont nommés par le président de la République. Pour pouvoir postuler à ces fonctions, la règle générale impose d'avoir rédigé et soutenu une habilitation à diriger des recherches (une thèse, à rapprocher de la thèse d'habilitation du modèle d'Europe centrale). Ce diplôme d'État est accessible aux personnes titulaires d'un doctorat. 
Le système est donc proche du système allemand à deux différences notables :
1. Dans les disciplines du premier groupe (droit public, droit privé, histoire du droit, Sciences politiques et économie), il existe une Agrégation de l'enseignement supérieur français donnant, après concours national, les fonctions de professeur des universités et le titre afférent.
2. le titre de Professeur n'est pas une condition nécessaire à l'obtention d'un poste de fonctionnaire titulaire (équivalent de la tenure anglo-saxonne ou allemande). En effet, en France, les directeurs de recherche, les maîtres de conférences et les chargés de recherches sont eux aussi fonctionnaires titulaires. De même, le titre de professeur n'est pas nécessaire pour pouvoir encadrer des recherches. Une fois habilités (c'est-à-dire ayant soutenu l'habilitation à diriger des recherches), les maîtres de conférences, les chargés de recherche et les directeurs de recherche ont la même prérogative.

La méconnaissance française du sens donné à l'usage du titre de Professeur est particulièrement patente en médecine. Il est fréquent que les usagers des centres hospitaliers universitaires associent ce titre affiché de « Professeur » à l'ancienneté d'un médecin hospitalier ou encore à sa prise de responsabilité en tant que chef de service par exemple. Dans les faits, le professeur qui reçoit ses patients en consultation est à la fois un médecin hospitalier et un professeur à l'université par bi-appartenance.  
Enfin, il faut rappeler qu'en France les différentes appellations de professeurs de l'enseignement primaire et secondaire désignent un métier associé à un grade dans un corps administratif (par exemple professeurs des écoles), et non un titre associé à un grade universitaire.

### Au Japon
Le terme de professeur (universitaire) est, au Japon, un statut, plus qu'un titre. Les critères associés à l'obtention du statut de Professeur (教授) varient selon les domaines d'études et selon la nature publique ou privée des universités. Il est cependant généralement associé à la nomination à une chaire, établie et dotée par le ministère. Les professeurs associés à des chaires sont élus (l'ancienneté et la reconnaissance académique sont déterminantes pour ces élections). Depuis d'importantes réformes du système universitaire nippon, qui ont eu lieu en 2004, le plus souvent les chaires ne sont plus pourvues, et les structures universitaires les utilisent pour effectuer des « rotations » en recrutant, pour une période déterminée des professeurs chargés de missions (専任教授) (ponctuelles) d'enseignement ou de recherche. Ces professeurs associés, à durée déterminée, n'ont cependant pas le statut/titre de professeur.

### En Norvège
En Norvège, le titre de « professeur » est utilisé indifféremment pour les professeurs des universités et pour les directeurs de recherches dans les instituts scientifiques publiques. Avant de devenir Professeur, un enseignant-chercheur norvégien obtient le statut de førsteamanuensis (« premier amanuensis »), comparable au statut de maître de conférences (officiellement traduit en professeur associé selon les canons nord-américains) ; statut qui nécessite l'obtention d'un doctorat. L'ancien statut de Docent, utilisé pour les personnes ayant le même niveau de compétence qu'un Professeur mais n'ayant pas obtenu de chaire universitaire, a été aboli en 1985, lorsque tous les Docents ont reçu le titre de professeur. Tous les professeurs norvégiens sont évalués par un comité scientifique indépendant. 
Historiquement, les professeurs étaient nommés (et financés) par le Roi. En 1989, cette situation a évolué et les professeurs ont été financés par les institutions publiques.
Le titre de professeur fut longtemps utilisé, en Norvège, sous la forme germanophone « Professor Dr. ». Cette forme a le mérite de faire clairement apparaitre le titre de docteur lorsqu'il était acquis. En effet jusqu'en 1985 le titre de professeur pouvait être donné, en Norvège, à des enseignants universitaires n'ayant pas obtenu de doctorat. Aujourd'hui, ce titre est de plus en plus fréquemment utilisé à la manière du titre nord-américain « professor » (abrégé Pr).

## Professeurs dans la culture
Les professeurs sont des personnages de prédilection souvent repris par la culture populaire mondiale. 
Selon un stéréotype très répandu, les professeurs sont des personnages « perdus dans leurs pensées ». Le Professeur Tournesol incarne parfaitement cette caricature du titre universitaire dans Les Aventures de Tintin, la célèbre bande dessinée d'Hergé. 
Le stéréotype est largement repris ailleurs dans le monde, notamment par The Walt Disney Company dans des films tels que Monte là-d'ssus, ou encore sous les traits du Professeur Violet dans le célèbre jeux de société Cluedo. Dans Blanche-neige et les sept nains, Disney nomme l'un des nains Prof (alors qu'aucun nain n'est nommé dans le conte original). Les professeurs sont alors présentés comme des génies créatifs, inventeurs compulsifs, mais aussi « tête en l'air », inconséquent ou simplement trop profondément absorbés par leurs réflexions abstraites pour s'attarder aux détails de l'existence. Dans la série animée Futurama, le professeur Hubert Farnsworth est typiquement un génie tête en l'air. Le Professeur Frink de la série Les Simpson en est un autre exemple. C'est en écho à ce stéréotype que Hans Asperger appela les enfants dont il étudiait les symptômes Little Professors (« Petits Professeurs » en anglais).
Dans les œuvres de fictions, le titre de professeur est généralement utilisé pour souligner le mystère entourant l'érudition des personnes concernées, avec par exemple le Professeur Marvel dans Le Magicien d'Oz, le Professeur Drosselmeyer du ballet Casse-noisette ou le Professeur Xavier dans l'univers de fiction X-Men. Ici l'utilisation du titre de Professeur ajoute au fantastique du personnage. Il souligne ou appuie l'idée que le personnage possède une connaissance ou des pouvoirs inaccessibles aux héros et justifie les faits extraordinaires qu'il accomplit. C'est aussi selon cet axe de lecture qu'est instrumenté le titre universitaire dans Les Chroniques de Narnia avec, notamment, le bienveillant et habile Professeur Digory Kirke. Dans la franchise de médias Pokémon, les professeurs (教授) sont des personnages importants, le plus connu étant le Professeur Oak, qui est le premier présenté. Dans la série de dessins animés nippone, ils incarnent des personnages importants, experts et chercheurs des Pokémon. Dans le jeu vidéo, ces professeurs offrent au joueur son premier Pokémon.
S'ils sont maléfiques, les professeurs sont soit manipulés comme le Professor Dr. Metz qui aide Blofeld au détriment de James Bond dans le film Les diamants sont éternels, soit intrinsèquement malveillant et mystérieux comme le Professeur Moriarty, ennemi récurrent que Sherlock Holmes perce à jour derrière de nombreuses affaires sans parvenir à le capturer. 
Le personnage d'Indiana Jones est original en cela qu'il se présente comme un professeur (un professeur qui revendique d'ailleurs sa tenure, ou permanence, dans le quatrième volet de cette série de films de fiction). Il incarne alors une contre-caricature des Professeurs « tête-en-l'air » en agissant comme un aventurier archéologue dès qu'il quitte les amphithéâtres universitaires. Les auteurs jouent ici sur la double-vie des professeurs universitaires, enseignants érudits calmes et rêveurs devant les étudiants, et travailleurs obstinés et casse-cou sur les lieux de leur recherche académique. Dans Indiana Jones et la Dernière Croisade, le père d'Indiana, Pr Henry Jones (Sean Connery), représente une vision plus académique du professeur.
Certains personnages de professeurs sont des passionnés qui transmettent leurs passions voire permettent à leurs élèves d'évoluer personnellement ; ce sont, par exemple, John Keating dans Le Cercle des poètes disparus ou sœur Mary Clarence dans Sister Act.
Enfin, certaines œuvres s'intéressent au milieu de l'éducation, des élèves et des enseignants et proposent des figures de professeurs comme personnages principaux.